# 군발지진

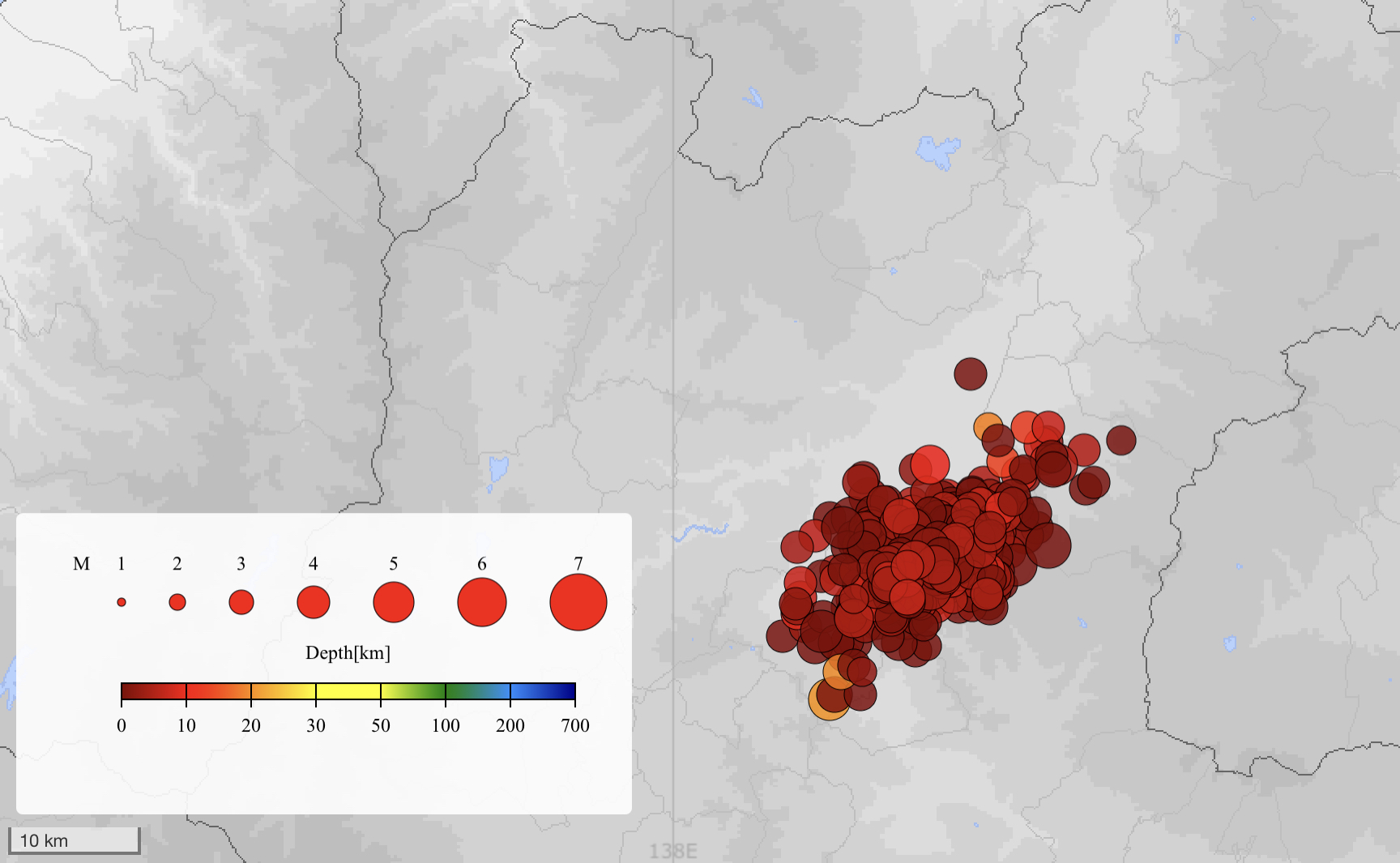
마쓰시로 군발지진

군발지진(Earthquake swarm, 群発地震) 또는 지진군, 군집지진은 특정 지역에서 짧은 기간에 여러 지진이 계속 일어나는 현상 및 그 지진들을 묶어서 말한다. 군발지진이 일어나는 기간은 짧게는 수일부터 길게는 수개월까지 매우 다양하다. 본진 이후 여진이 찾아오는 통상의 지진과 다르게, 군발지진은 지속적으로 본진과 같은 지진이 계속 온다.
주로 화산 활동이나 판의 이동(마그마의 이동)으로 인해 발생한다. 분화 직전의 화산 밑에선 매우 많은 수의 지진이 일어나는 경우를 볼 수 있다. 일본 기상청의 경우에는 본진이나 여진이 구분되지 않아 규모가 비슷비슷하고 큰 피해가 왔을 경우 '군발지진'이라 붙인다. 군발지진의 경우에는 거의 감지되지 않는 무감지진이 많이 올 수도 있지만 가끔 일본 기상청 진도 계급 기준 5-6 정도의 지진이 연달아 오는 경우도 있다. 또한 간헐적으로 계속해서 지진이 일어나기 때문에 멀미가 일어나는 느낌(지진 멀미, PEDS)나 불면증 등의 현상이 일어날 수도 있으며 강한 흔들림의 지진이 자주 오는 경우에는 일상생활에 큰 영향을 미치고 피해를 끼친다.

## 원인
보통 화산의 경우에는 화산이 활동하여 마그마가 이동하면서 그 중간에 군발지진이 일어난다. 화산성 지진의 일종이기도 하다. 화산 주변에서 일어나는 군발지진은 마그마의 관입이나 지하수 용출, 분화 활동까지 이어지기도 하지만 일회성 지진 다발 활동으로 끝나기도 한다. 다만 화산 바로 아래에서 일어나는 미소지진 활동은 "화산 미동"으로 군발지진으로 취급하지 않는다.
거대지진이 일으킨 유발지진으로 지각의 응력 변화에 영향을 받아 특정 지역에 군발지진이 일어나는 경우도 있다. 인공적으로도 군발지진을 일으키는 경우도 있는데, 댐 건설이나 셰일가스 채굴로 군발지진을 일으키는 경우도 보고되었다.

## 군발지진의 예시
- 2009-2021년 오클라호마 군발지진 - 셰일가스 채굴로 인한 물 주입으로 규모 M5.8의 지진이 발생
- 마쓰시로 군발지진
- 노토 군발지진 - 2020년부터 발생하고 있는 일본의 군발지진
- 1565년 상원 군발지진 - 1565년 8월부터 12월까지 황해도 상원군에서 100여 차례의 지진이 발생
- 도카라 열도 군발지진 (2021년)
- 도카라 열도 군발지진 (2025년) - 2021년에 이어 4년 만에 두 번째

## 같이 보기
- 여진 (지진)

## 참고 문헌
- (일본어) 日本の群発地震(Earthquake Swarms in Japan)[깨진 링크(과거 내용 찾기)] 群発地震研究会(Research Group of Earthquake Swarms in Japan)
- (일본어) 群発地震発生のメカニズムを解明 産業技術総合研究所 2002年9月5日発表
- (일본어) 勝俣啓、佐々木智彦：群発地震活動の震源移動と流体による亀裂伝播モデル 地震 第2輯 Vol.65 (2012) No.2 p.219-221, doi:10.4294/zisin.65.219
- (일본어) 松村正三：「伊豆諸島沿いの地震群発生の同期性について」 地震 第2輯 198 年 4 巻 号 p 267-269, doi:10.4294/zisin1948.40.2_267